# Смерть змінює все (Доктор Хаус)
«Смерть змінює все» (англ. Dying Changes Everything)  — перша серія п'ятого сезону американського телесеріалу «Доктор Хаус». Прем'єра епізоду проходила на каналі FOX 16 вересня 2008. Доктор Хаус і його нова команда мають врятувати жінку, яка вважає, що може працювати лише на когось.

## Сюжет
37-річна Луї починає бачити галюцинації під час виступу свого босу. В лікарні виявляють, що у неї анемія і сильний біль у животі. Тауб вважає, що у неї дефіцит Б12 через погане харчування і постійні стреси. Тринадцята починає лікування, проте помічає, що у пацієнтки ректальна кровотеча. Ендоскопія і колоноскопія нічого не виявила. Катнер повідомляє команду, що тест на вагітність позитивний, але після детального огляду команда розуміє, що жінка не вагітна. Хаус вирішує особисто перевірити жінку і розуміє, що плід потратив у кишку і спричинив кровотечу та погіршення роботи серця. Хаус записує пацієнтку на операцію.
Після операції у жінки трапляється зупинка серця й інсульт, що говорить про те, що вагітність була простим збігом. Хаус шантажує Вілсона і говорить йому, що піде додому і забуде про пацієнтку якщо той не відмовиться від звільнення через втрату Ембер. Вілсон не погоджується і команда залишається одна. Єдиний розумний діагноз — розсіяний склероз. Форман наказує почати лікування, але у Луї підвищується температура і це перекреслює діагноз. Переглядаючи запис операції Катнер помічає гемангіому. Форман наказує видалити її. Чейз відмовляється робити ще одну операцію так як жінка мало не померла на минулій. Катнер пропонує видалити гулю не проводячи операції.
Після незвичайної процедури команда видаляє гулю. Після її дослідження команда розуміє, що це не гемангіома, а аномальне відкладення білка. Це вказує на амілоїдоз, проте щоб вилікувати її потрібно вилікувати те, що спричинило цю хворобу. Вілсон думає, що у жінки лімфома. Форман призначає лікування й хімієтерапію. Після ліків Луї стає краще, проте Хаус помічає, що у неї постарішала шкіра. Він оглядає її і бачить синець на нозі. Проте він знає, що це не синець, а пошкодження від бактерій від прокази. Після курсу лікування жінка видужує.

## Цікавинки
- Вілсон вирішує звільнитися, але Хаус і вся лікарня намагаються відмовити його.